# Instituto Municipal Aguascalentense para la Cultura
El Instituto Municipal Aguascalentense para la Cultura (IMAC) es un organismo público del estado de Aguascalientes. Su principal objetivo es promover mediante la coordinación, promoción, desarrollo y difusión de las diversas manifestaciones artísticas y culturales del Municipio.
En 2017, el IMAC actualmente está a cargo del director general Alejandro Vázquez Zúñiga.
El IMAC organizó un concurso para promover el talento hidrocálido durante la segunda mitad del 2017. El concurso Hidrockalidos se dividió en cuatro etapas finalizando con la elección de un productor de talla internacional  Phill Vinal para los 3 primeros lugares.